# Мейденхед (избирательный округ, Великобритания)
Мейденхед — избирательный округ в графстве Беркшир, представленный в Палате общин парламента Великобритании. От округа избирается один член парламента по мажоритарной избирательной системе. В настоящее время округ представлен экс-премьер-министром Великобритании Терезой Мэй.

## История
Избирательный округ был создан в 1997 году из частей округов Виндзор и Мейденхед и Уокингем. Тереза Мэй, премьер-министр с июля 2016 года, представляла его с момента его создания. На парламентских выборах 2010 года Мэй получила 9-й самый высокий процент голосов из 307 мест, занимаемых консерваторами.

## Члены парламента
| Выборы | Выборы | Член парламента | Партия         |
| ------ | ------ | --------------- | -------------- |
|        | 1997   | Тереза Мэй      | Консервативная |

## Результаты выборов
| Парламентские выборы 2019: Мейденхед | Парламентские выборы 2019: Мейденхед | Парламентские выборы 2019: Мейденхед | Парламентские выборы 2019: Мейденхед | Парламентские выборы 2019: Мейденхед | Парламентские выборы 2019: Мейденхед |
| Партия                               | Партия                               | Кандидат                             | Голоса                               | %                                    | ±%                                   |
| ------------------------------------ | ------------------------------------ | ------------------------------------ | ------------------------------------ | ------------------------------------ | ------------------------------------ |
|                                      | Консервативная                       | Тереза Мэй                           | 32.620                               | 57,7                                 | -6,9                                 |
|                                      | Либеральные демократы                | Джошуа Рейнольдс                     | 13.774                               | 24,4                                 | +13,2                                |
|                                      | Лейбористская                        | Пэтрик Макдональд                    | 7.882                                | 14,0                                 | -5,3                                 |
|                                      | Зелёные                              | Эмили Томалин                        | 2.216                                | 3,9                                  | +2,3                                 |
| Большинство                          | Большинство                          | Большинство                          | 18.846                               | 33,3                                 | -12,2                                |
| Явка                                 | Явка                                 | Явка                                 | 56.492                               | 73,7                                 | -2,7                                 |
|                                      | Консервативная (удержание)           | Консервативная (удержание)           | Свинг                                |                                      |                                      |

| Парламентские выборы 2017: Мейденхед | Парламентские выборы 2017: Мейденхед  | Парламентские выборы 2017: Мейденхед | Парламентские выборы 2017: Мейденхед | Парламентские выборы 2017: Мейденхед | Парламентские выборы 2017: Мейденхед |
| Партия                               | Партия                                | Кандидат                             | Голоса                               | %                                    | ±%                                   |
| ------------------------------------ | ------------------------------------- | ------------------------------------ | ------------------------------------ | ------------------------------------ | ------------------------------------ |
|                                      | Консервативная                        | Тереза Мэй                           | 37.718                               | 64,8                                 | -1,0                                 |
|                                      | Лейбористская                         | Пэтрик Макдональд                    | 11.261                               | 19,3                                 | +7,4                                 |
|                                      | Либеральные демократы                 | Тони Хилл                            | 6.540                                | 11,2                                 | +1,3                                 |
|                                      | Зелёные                               | Дэрек Уолл                           | 907                                  | 1,6                                  | -2,0                                 |
|                                      | Партия независимости                  | Джерард Баттен                       | 871                                  | 1,5                                  | -6,9                                 |
|                                      | Animal Welfare Party                  | Эндрю Найт                           | 282                                  | 0,5                                  | н/д                                  |
|                                      | Gremloids                             | Лорд Бакетхэд                        | 249                                  | 0,4                                  | н/д                                  |
|                                      | Беспартийный                          | Grant Smith                          | 152                                  | 0,3                                  | н/д                                  |
|                                      | Партия свихнувшихся бредящих монстров | Howling Laud Hope                    | 119                                  | 0,2                                  | н/д                                  |
|                                      | Christian Peoples Alliance            | Edmonds Victor                       | 69                                   | 0,1                                  | н/д                                  |
|                                      | The Just Political Party              | Julian Reid                          | 52                                   | 0,1                                  | н/д                                  |
|                                      | Беспартийный                          | Yemi Hailemariam                     | 16                                   | 0,0                                  | н/д                                  |
|                                      | Give Me Back My Elmo                  | Бобби Смит                           | 3                                    | 0,0                                  | н/д                                  |
| Большинство                          | Большинство                           | Большинство                          | 26.457                               | 45,5                                 | -8,6                                 |
| Явка                                 | Явка                                  | Явка                                 | 58.239                               | 76,4                                 | +3,8                                 |
|                                      | Консервативная (удержание)            | Консервативная (удержание)           | Свинг                                | -4,2                                 |                                      |

| Парламентские выборы 2015: Мейденхед | Парламентские выборы 2015: Мейденхед | Парламентские выборы 2015: Мейденхед | Парламентские выборы 2015: Мейденхед | Парламентские выборы 2015: Мейденхед | Парламентские выборы 2015: Мейденхед |
| Партия                               | Партия                               | Кандидат                             | Голоса                               | %                                    | ±%                                   |
| ------------------------------------ | ------------------------------------ | ------------------------------------ | ------------------------------------ | ------------------------------------ | ------------------------------------ |
|                                      | Консервативная                       | Тереза Мэй                           | 35.453                               | 65,8                                 | +6,4                                 |
|                                      | Лейбористская                        | Чарли Смит                           | 6.394                                | 11,9                                 | +4,8                                 |
|                                      | Либеральные демократы                | Тони Хилл                            | 5.337                                | 9,9                                  | -18,3                                |
|                                      | Партия независимости                 | Херби Кроссман                       | 4.539                                | 8.4                                  | +6,1                                 |
|                                      | Зелёные                              | Эмили Блит                           | 1.915                                | 3,6                                  | +2,7                                 |
|                                      | Беспартийный                         | Иэн Таплин                           | 162                                  | 0,3                                  | +0,3                                 |
|                                      | Беспартийный                         | Пол Уэссон                           | 55                                   | 0,1                                  | +0,1                                 |
| Большинство                          | Большинство                          | Большинство                          | 29.059                               | 54,0                                 | +22,8                                |
| Явка                                 | Явка                                 | Явка                                 | 53.855                               | 72,6                                 | -1,1                                 |
|                                      | Консервативная (удержание)           | Консервативная (удержание)           | Свинг                                |                                      |                                      |

| Парламентские выборы 2010: Мейденхед | Парламентские выборы 2010: Мейденхед | Парламентские выборы 2010: Мейденхед | Парламентские выборы 2010: Мейденхед | Парламентские выборы 2010: Мейденхед | Парламентские выборы 2010: Мейденхед |
| Партия                               | Партия                               | Кандидат                             | Голоса                               | %                                    | ±%                                   |
| ------------------------------------ | ------------------------------------ | ------------------------------------ | ------------------------------------ | ------------------------------------ | ------------------------------------ |
|                                      | Консервативная                       | Тереза Мэй                           | 31.937                               | 59,5                                 | +7,6                                 |
|                                      | Либеральные демократы                | Тони Хилл                            | 15.168                               | 28,2                                 | -8,0                                 |
|                                      | Лейбористская                        | Пэт Макдональд                       | 3.795                                | 7,1                                  | -2,1                                 |
|                                      | Партия независимости                 | Кеннет Райт                          | 1.243                                | 2,3                                  | +0,9                                 |
|                                      | БНП                                  | Тим Райт                             | 825                                  | 1,5                                  | +0,1                                 |
|                                      | Зелёные                              | Питер Форбс                          | 482                                  | 0,9                                  | н/д                                  |
|                                      |                                      | Питер Прайор                         | 270                                  | 0,5                                  | н/д                                  |
| Большинство                          | Большинство                          | Большинство                          | 16.769                               | 31,2                                 |                                      |
| Явка                                 | Явка                                 | Явка                                 | 53.720                               | 73,7                                 | +3,4                                 |
|                                      | Консервативная (удержание)           | Консервативная (удержание)           | Свинг                                | +7,8                                 |                                      |

| Парламентские выборы 2005: Мейденхед | Парламентские выборы 2005: Мейденхед | Парламентские выборы 2005: Мейденхед | Парламентские выборы 2005: Мейденхед | Парламентские выборы 2005: Мейденхед | Парламентские выборы 2005: Мейденхед |
| Партия                               | Партия                               | Кандидат                             | Голоса                               | %                                    | ±%                                   |
| ------------------------------------ | ------------------------------------ | ------------------------------------ | ------------------------------------ | ------------------------------------ | ------------------------------------ |
|                                      | Консервативная                       | Тереза Мэй                           | 23.312                               | 50,8                                 | +5,8                                 |
|                                      | Либеральные демократы                | Кэтрин Друсилла Ньюбаунд             | 17.081                               | 37,3                                 | -0,1                                 |
|                                      | Лейбористская                        | Дженет Притчард                      | 4.144                                | 9,0                                  | -6,2                                 |
|                                      | БНП                                  | Тим Райт                             | 704                                  | 1,5                                  | н/д                                  |
|                                      | Партия независимости                 | Дуглас Льюис                         | 609                                  | 1,3                                  | -0,4                                 |
| Большинство                          | Большинство                          | Большинство                          | 6.231                                | 13,6                                 | +6,0                                 |
| Явка                                 | Явка                                 | Явка                                 | 45.850                               | 71,7                                 | +9,7                                 |
|                                      | Консервативная (удержание)           | Консервативная (удержание)           | Свинг                                | +3,0                                 |                                      |

| Парламентские выборы 2001: Мейденхед | Парламентские выборы 2001: Мейденхед  | Парламентские выборы 2001: Мейденхед | Парламентские выборы 2001: Мейденхед | Парламентские выборы 2001: Мейденхед | Парламентские выборы 2001: Мейденхед |
| Партия                               | Партия                                | Кандидат                             | Голоса                               | %                                    | ±%                                   |
| ------------------------------------ | ------------------------------------- | ------------------------------------ | ------------------------------------ | ------------------------------------ | ------------------------------------ |
|                                      | Консервативная                        | Тереза Мэй                           | 19.506                               | 45,0                                 | -4,8                                 |
|                                      | Либеральные демократы                 | Кэтрин Друсилла Ньюбаунд             | 16.222                               | 37,4                                 | +11.2                                |
|                                      | Лейбористская                         | Джон О'Фаррелл                       | 6.577                                | 15,2                                 | -2,9                                 |
|                                      | Партия независимости                  | Деннис Ричард Купер                  | 741                                  | 1,7                                  | +1,2                                 |
|                                      | Партия свихнувшихся бредящих монстров | Ллойд Кларк                          | 272                                  | 0,6                                  | н/д                                  |
| Большинство                          | Большинство                           | Большинство                          | 3.284                                | 7,6                                  |                                      |
| Явка                                 | Явка                                  | Явка                                 | 43.318                               | 62,0                                 | -13,6                                |
|                                      | Консервативная (удержание)            | Консервативная (удержание)           | Свинг                                |                                      |                                      |

| Парламентские выборы 1997: Мейденхед | Парламентские выборы 1997: Мейденхед | Парламентские выборы 1997: Мейденхед | Парламентские выборы 1997: Мейденхед | Парламентские выборы 1997: Мейденхед | Парламентские выборы 1997: Мейденхед |
| Партия                               | Партия                               | Кандидат                             | Голоса                               | %                                    | ±%                                   |
| ------------------------------------ | ------------------------------------ | ------------------------------------ | ------------------------------------ | ------------------------------------ | ------------------------------------ |
|                                      | Консервативная                       | Тереза Мэй                           | 25.344                               | 49,8                                 |                                      |
|                                      | Либеральные демократы                | Эндрю Теренс Кеттерингем             | 13.363                               | 26,3                                 | н/д                                  |
|                                      | Лейбористская                        | Дениз Марианн Робсон                 | 9.205                                | 18,1                                 | н/д                                  |
|                                      | Партия референдума                   | Чарльз Уильям Тавернер               | 1.638                                | 3,2                                  | н/д                                  |
|                                      | Либеральная                          | Дэвид Джон Манкли                    | 636                                  | 1,1                                  | н/д                                  |
|                                      | Партия независимости                 | Нил Энтони Спиэрс                    | 277                                  | 0,5                                  | н/д                                  |
|                                      |                                      | Кристиан Джон Ардли                  | 166                                  | 0,3                                  | н/д                                  |
| Большинство                          | Большинство                          | Большинство                          | 11.981                               | 23,5                                 | н/д                                  |
| Явка                                 | Явка                                 | Явка                                 | 50.889                               | 75,6                                 | н/д                                  |
|                                      | Консервативная (удержание)           | Консервативная (удержание)           | Свинг                                |                                      |                                      |